# Cissus arguta
Cissus arguta là một loài thực vật hai lá mầm trong họ Nho. Loài này được Hook.f. miêu tả khoa học đầu tiên năm 1849.